# Трелебори (община)
Община Трелебори (на шведски: Trelleborgs kommun) е разположена в лен Сконе, югоизточна Швеция с обща площ 344 km2 и население 42 837 души (към 31 декември 2013). Административен център на община Трелебори е едноименния град Трелебори.